# Just Cause (videogioco)
Just Cause è un videogioco action-adventure del 2006, sviluppato da Avalanche Studios e pubblicato da Eidos Interactive per PlayStation 2, Xbox e Windows.
Il titolo ha come protagonista Rico Rodriguez, un agente segreto che deve liberare lo stato insulare di San Esperito dal governo di un presidente terrorista.

## Trama
Rico Rodriguez è un agente segreto inviato a New York dai "servizi", un'agenzia governativa americana di cui non si sa niente. Aiutato dal suo alleato Sheldon (anche lui membro dei servizi) e dalla conoscente Kane (che invece fa parte del Fronte Rivoluzionario di San Esperito) deve liberare lo stato insulare di San Esperito da un Presidente quasi dittatore che ha in realtà dei piani terroristici per far scoppiare una guerra latino-americana; che ha inoltre dei contratti con la Mafia dei Montano, il principale gruppo mafioso dell'isola. Rico diventa subito grande alleato dei Guerriglieri che, sapendo dei suoi piani, lottano contro il Presidente Salvator Mendoza. Insieme a questa principale lotta ne figura un'altra, quella tra il Cartello Roja e la Mafia dei Montano. Rico si infiltra nel Cartello Roja per incrementare la sua guerra con i Montano, e usare questo caos come diversivo e agire più liberamente contro il Presidente. Il motivo per cui Mendoza vuol far scoppiare una guerra su vasta scala è la sua alleanza con i Montano, che trafficano armi, in questo modo lui si arricchirebbe notevolmente con il commercio di armi. Rico dovrà innanzitutto approfittare del caos tra i Roja e i Montano per neutralizzare le armi di distruzione di massa di Mendoza, per poi ucciderlo in accordo coi Servizi per evitare che ritenti il colpo.

## Modalità di gioco
In un modo simile alla serie Grand Theft Auto, in Just Cause il giocatore può, oltre che soddisfare le esigenze dei Servizi, trovare alcuni impieghi secondari:

### Missioni secondarie
Sono missioni piuttosto semplici, che hanno obbiettivi facilmente raggiungibili, solitamente si tratta di scambi o di assassinii, ma con l'avanzare nel gioco le missioni secondarie diventano più difficili e in alcune si dovrà addirittura distruggere carri armati o abbordare petroliere. Vengono assegnate a Rico dai Guerriglieri o dai soldati del Cartello Roja. Rimangono però non cruciali per la storia del gioco, e servono principalmente per divertirsi o per aumentare il proprio gradimento nelle fazioni di San Esperito.

### Liberazioni
Sono delle missioni abbastanza impegnative, che prevedono la conquista da parte dei Roja o dei Guerriglieri di certi insediamenti (solitamente i Guerriglieri si occupano di Basi Militari o Villaggi, i Roja, invece, preferiscono le lussuose ville dei Montano). Se si combatte coi Guerriglieri sono un po' più impegnative di quelle dei Roja, in quanto i primi cercheranno di abbattere anche potenti Basi Militari. I guerriglieri devono cambiare la bandiera posta nel cuore di ogni insediamento del Governo per vincere, mentre i Roja si accontentano dell'uccisione di un loro nemico che abbia un Alto Rango. Le liberazioni possono, talvolta, essere difficilissime, ma in questi casi danno a Rico molto prestigio nelle varie fazioni. Nel resto del gioco rimangono secondarie, ma comunque liberare una regione dalla presenza dell'esercito può essere utile, dato che non ci si dovrà più far attenzione ai soldati nemici, in quanto se ne andranno automaticamente da ogni regione liberata.

### Corse
Sono poche in San Esperito, totalmente estranee a qualunque fazione dello stato, sono soltanto una fonte di divertimento assicurato, che si attiva con il raggiungimento di certe Stazioni di Servizio ubicate tra le tortuose strade di San Esperito. Solitamente, nei pressi del posto si trova sempre un veicolo con cui correre. Le gare sono di diversi tipi, da quelle che si svolgono nel cuore di una città a quelle che hanno come tracciato un fiume. Le gare sono gare a tempo, in cui bisogna raggiungere dei CheckPoint entro alcune decine di secondi.

## Personaggi

### Rico Rodriguez
Protagonista del gioco, stringe un'alleanza con i guerriglieri per lottare contro Mendoza e fermare il suo terribile piano. Agente scelto dei Servizi, sarà il punto forte dello sventramento del piano terroristico del Presidente. È un uomo senza grosse ambizioni, ma che ha capito quanto sia pericoloso, seppur piccolo, il Governo di San Esperito.

### Sheldon
Agente dei Servizi, è la mente del piano contro Mendoza, fornisce a Rico informazioni e aggiornamenti sulla situazione che è sempre delicata, e appronta missioni per Rico che hanno come obbiettivo la distruzione del piano del Presidente.

### Kane
Fa parte del Fronte Rivoluzionario di San Esperito, ma ha scelto di aiutare Sheldon a raccogliere informazioni per Rico, di cui è conoscente. È la tramite principale tra i Servizi e Rico, gli fornirà mezzi e armi per completare le sue missioni.

### Esperanza
Membro di rilievo nell'armata dei Guerriglieri, aiuterà attivamente Rico in alcune missioni.

### Imaculada
È, insieme a suo marito, la direttrice del Cartello Roja, è la seconda datrice di lavoro di Rico. Rico entra in contatto con lei spacciandosi per Franco Alifano, che doveva darle dei soldi e che lei non aveva mai visto fisicamente.

### Salvator Mendoza
È a capo del governo con dei poliziotti e dei militari tanto ben armati quanto corrotti, ha intenzioni terroristiche ed è invischiato con la Mafia dei Montano, sta trasformando San Esperito in una dittatura.

### Josè Caramicas
Capo dei guerriglieri, viene liberato da Rico nella prima missione. Essendo il primo che odia il Presidente, diventa uno degli alleati principali di Rico e lo aiuterà in alcune missioni. Gli affiderà anche alcune missioni.

## Fazioni
Le fazioni di San Esperito sono in totale 5, ma diventano 6 se si considerano anche i "Servizi", che sono tuttavia esterni al paese.

### Governo
Capeggiato da Mendoza, il Governo di San Esperito è piuttosto ingiusto in quanto il Presidente non vuole che qualcuno si contrapponga al suo piano, facendo arrestare più gente del normale. Questa è la ragione principale per la quale sono iniziate le rivolte, trasformando San Esperito, una volta chiamata "La Perla Dei Caraibi" in una nazione devastata dalla guerriglia. Tuttavia, il Presidente non desiste e continua ad avere potere, ma in realtà ha dei piani terroristici che vuole concretizzare con il suo esercito. Il Governo è contro tutte le altre fazioni di San Esperito.

### Fronte di Rivoluzione
Capeggiato da Caramicas, è formato da soldati e volontari che vogliono buttare giù il governo e sventrare il piano di Mendoza. Sono presenti dappertutto e aprono talvolta piccoli focolai di battaglia contro la Polizia o contro i Montano, che sono gli unici alleati di Mendoza. Vogliono il Presidente morto e sono alleati con Rico, che in cambio li aiuta a organizzare rivolte o a liberare le province dal Governo. Sull'armamento sono più o meno pari al Governo, ma non hanno gli stessi mezzi, come i Carri Armati.

### Cartello Roja
Non sono una vera e propria mafia, sono piuttosto dei fornitori d'armi e dei benestanti che hanno ricche proprietà, capeggiati da Imaculada, sono in piano inferiore nel gioco, e non possono comunque competere col governo in fatto di armamenti o mezzi. Sono tuttavia dei fornitori di droga che, più che operare nello stato, operano esternamente. Come ogni cartello venditore di droga, hanno i loro nemici, i Montano, che riescono tuttavia a sostenere come potenziale di guerra. Solitamente non hanno molti scontri a fuoco con loro, tuttavia hanno il sogno di rubare le ricche ville dei Montano. Rimangono comunque contrari al Governo.

### Mafia dei Montano
Si occupano soprattutto di traffico d'armi, ma hanno anche enormi campi di cocaina che i Roja vogliono distrutti. Hanno stretto alleanza come fornitori d'armi per il Governo forse perché speravano di formare un'unione forte, che effettivamente non è da sottovalutarsi. Sono scontrosi per motivi sconosciuti con i Guerriglieri, forse perché faceva parte del loro accordo col governo l'aiuto a distruggere il Fronte di Rivoluzione.

### Servizi
Non operano direttamente a San Esperito, ma sono coloro che hanno mandato Rico a liberare il Paese di San Esperito. Inoltre forniscono al loro agente mezzi, armi e rifugi. Sono in grado di contrastare bene Mendoza, ma a causa della distanza, usano Rico e i guerriglieri come tramite, fornendo loro armi e mezzi che possano competere con quelli del Governo. Non si sa molto su di loro.

### Mano Nera
Sono dei pericolosissimi terroristi americani, che hanno dato al Governo le armi di distruzione di massa, sono infatti in possesso di un vasto arsenale nucleare che hanno dato a Mendoza sotto lauto compenso. Sono i principali nemici dei Servizi, e complicheranno notevolmente il lavoro di Rico.

## Accoglienza
La rivista Play Generation classificò Rico Rodriguez come il quinto ceffo più rivoluzionario dei videogiochi usciti su PlayStation 2.

## Seguiti
Il 23 marzo 2010 è uscito il primo seguito, Just Cause 2, per PlayStation 3, Xbox 360 e Windows.
Il 1º dicembre 2015 è uscito il secondo seguito, Just Cause 3, per PlayStation 4, Xbox One e Windows.
Il 4 dicembre 2018 è uscito il terzo seguito, Just Cause 4, per PlayStation 4, Xbox One e Windows.